# Heteralonia arenacea
Heteralonia arenacea är en tvåvingeart som först beskrevs av Becker 1906.  Heteralonia arenacea ingår i släktet Heteralonia och familjen svävflugor. Inga underarter finns listade i Catalogue of Life.